# Mimétisme comportemental
Pour les articles homonymes, voir Mimétisme (homonymie).
 (mars 2013).
Le mimétisme consiste, pour un végétal ou un animal, en l'imitation de son environnement. En tant que stratégie, le végétal et l'insecte tendent à imiter les couleurs et/ou les formes ; en tant qu'intégration sociale, l'animal tend à imiter ses congénères.
Sur le plan comportemental, le mimétisme est un mécanisme fondamental de l'apprentissage qui passe par la synchronisation de ses propres gestes avec ceux de la personne imitée.
Enfin, sur le plan psychologique, il inclut le « mimétisme émotionnel » et il est selon René Girard le mécanisme fondamental du comportement humain, dont dérive la totalité des éléments de culture, selon une certaine logique.

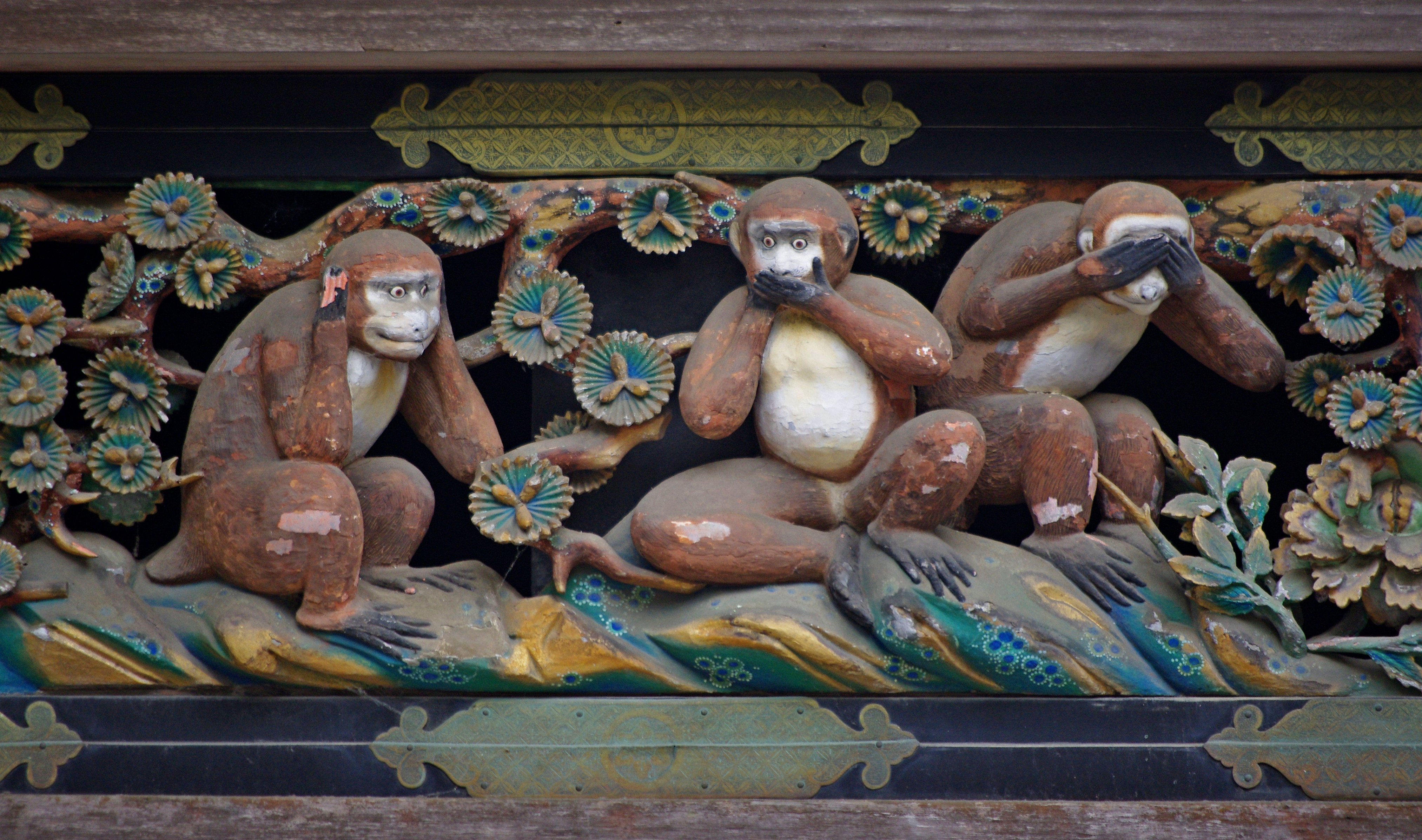
Les trois singes de la sagesse, sculpture du temple Tōshōgū à Nikkō, au Japon
(site inscrit par l’Unesco au Patrimoine mondial de l’humanité).

## Mimétisme comportemental pour l'apprentissage

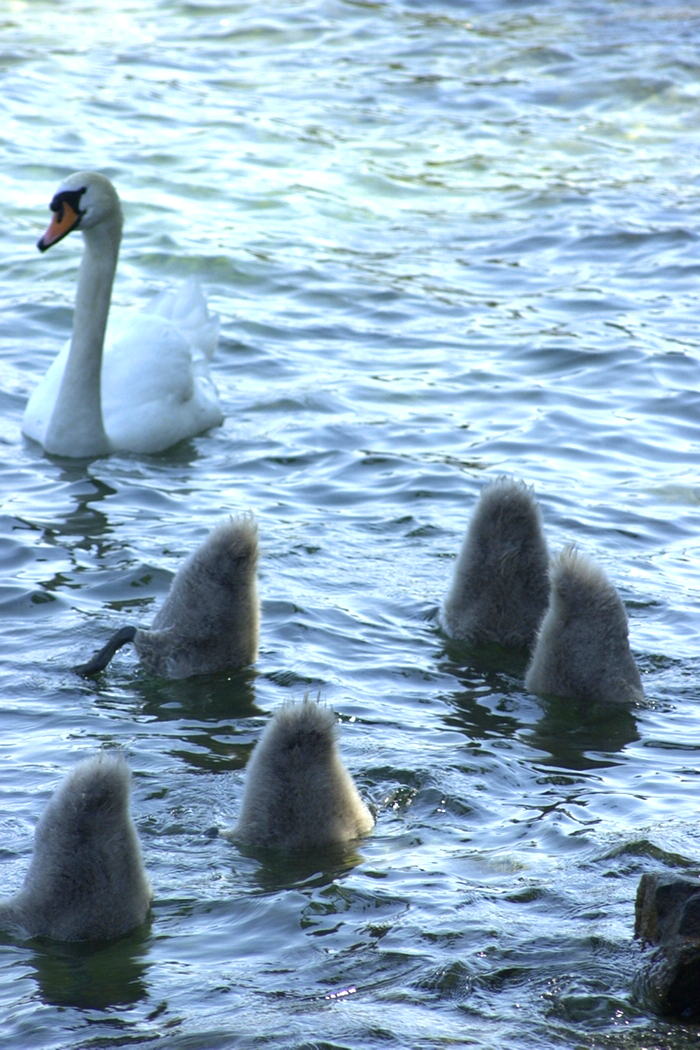
Des jeunes cygnes broutent ensemble des herbes immergées.

La reproduction d'un geste est à la base de la mémorisation d'une technique.
C'est en voyant l'autre faire que l'on se représente l'utilité ou l'intérêt de la chose faite, en même temps que l'on découvre l'apparence que prend ce geste. Ensuite, c'est en reproduisant le geste que l'on découvre sa difficulté, et que l'on se forge un souvenir de l'enchaînement d'actions élémentaires (au niveau musculaire et conscient) nécessaire à son accomplissement.
Le mimétisme intervient pour toutes sortes d'apprentissages :
- l'utilisation de son corps dans l'espace ;
- l'utilisation d'outils et l'acquisition de techniques ;
- l'acquisition du langage ;
- l'acquisition de mécanismes mentaux (déduction, résolution de problèmes).

Dans la lignée de la pensée girardienne, les chercheurs Vittorio Gallese, Andrew Meltzoff, Scott Garrels et le Français Jean-Michel Oughourlian ont travaillé dans le cadre de l’Université Stanford sur l'imitation et les découvertes en psychologie génétique et neurosciences, notamment l'existence des neurones miroirs. D'après leurs recherches, dès les premiers instants suivant la naissance, ces neurones qui font un lien entre les parties du corps des êtres observés par le nouveau-né à ses propres organes, sont le facteur essentiel de l'apprentissage.

## Mimétisme comportemental comme facteur culturel
Selon René Girard, le mimétisme est une relation ternaire, 
« un triangle de vaudeville ».
Dans l'évolution comportementale, cela la distingue de l'unité (prototype : mère / enfant à naître), et de la relation binaire (prototype : bébé / mère=nourriture).
Il s'agit d'une recherche d'identité, non pas (ou plutôt, non pas seulement...) par absorption de la substance du modèle, mais aussi de ses relations (son comportement, sa place...) avec le reste du monde : le sujet imite son modèle par rapport aux tiers, objets ou personnes. Cette relation ternaire est donc la suite logique de la relation binaire, et non une alternative qui l'exclurait.
Ces conséquences se déclinent en plusieurs degrés ou niveaux :

### Premier degré
- tentative d'imitation par le sujet de son modèle d'un certain comportement à propos d'un objet ;
- impossibilité physique de réaliser l'imitation parfaite (de manger le même objet, par exemple, puis qu'il est dans le ventre de l'autre) ;  constatation du fait que le modèle est un obstacle à l'imitation parfaite.
- traitement par le sujet de l'obstacle que constitue maintenant son modèle : tentative de contournement (échec) puis de destruction, conduisant à un combat ;
- imitation généralisée du comportement conflictuel, avec imitation de la cible : polarisation mimétique sur une seule victime, qui succombe ou réussit à fuir ;
- fin (temporaire) et apparemment miraculeuse de la violence intra-communautaire, validant le caractère surnaturel de la victime : naissance d'un dieu, à la fois bon (il a scellé par sa disparition l'unanimité retrouvée) et mauvais (c'est lui qui a déchaîné toute cette violence, qui lui est très justement retombée dessus).

### Second degré
Le processus qui vient d'être décrit, l'a été d'une façon neutre, c'est-à-dire en niant implicitement le caractère magique du résultat et la responsabilité de la victime. Il convient maintenant, exercice difficile, de se mettre à la place de participants capables de réflexions, mais dont la culture chrétienne (avec son respect de la victime) et la culture matérialo-rationaliste (avec sa négation de toute action magique) sont nulles.
Pour de tels protagonistes, les seules conclusions évidentes sont 
- certains objets, comportements, lieux ou moments sont dangereux, tabous : y toucher, au réel ou au symbolique, c'est déchaîner la violence.
- ces choses sont caractéristiques du dieu. C'est lui qui déchaîne, mais aussi enchaîne la violence, et par là crée la paix.
- l'imitation est dangereuse, il faut l'interdire. Et a fortiori, l'imitation des dieux (le viol d'un tabou) est toujours catastrophique et impardonnable.
- mais dans certaines circonstances, il est nécessaire de refaire appel aux pouvoirs divins, et de régénérer (littéralement) la communauté en imitant le processus initial. D'où la mise en place de rites, éventuellement destructeurs mais de façon limitée.

À ce stade, il apparaît donc les structures fondamentales de toute société, avec à la fois, pour chaque comportement ou objet, une interdiction générale et un impératif particulier, par exemple : 
- pour limiter les conflits d'origine sexuelle : d'une part, tabou de l'inceste (avec une définition adaptée à la notion locale de famille, et non aux impératifs biologiques supposés) et exogamie ; d'autre part, rites orgiaques et mariages royaux exclusivement dans l'entourage le plus proche possible (entre frère et sœur, père et fille...)
- pour limiter les conflits d'origine alimentaire : codification stricte des aliments et des consommateurs autorisés.
- pour contrôler le processus rituel, et l'aléa dangereux dans la désignation de la victime : pré-désignation de la future victime (par identification d'un élément caractéristique du dieu, tel que sa taille, une claudication, une couleur rare, une généalogie, un rang de naissance...) et mise en réserve pour le rite à venir

### Troisième degré
L'efficacité du processus, c'est-à-dire sa capacité à pacifier et reconstruire de l'unanimité, implique son ignorance et sa répétition. Tandis que sa répétition entraîne sa révélation progressive, le caractère réel des pouvoirs du sacrifice apparaissant de plus en plus douteux.

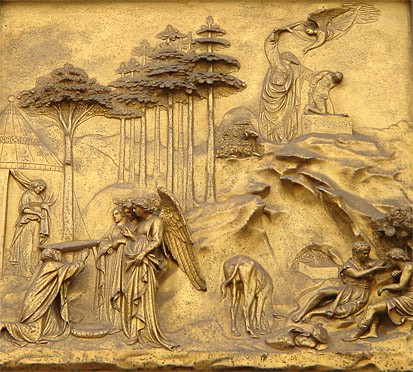
Sophistication rituelle: substitution homme-animal lors du sacrifice d'Isaac par Abraham.

Les conséquences peuvent être diverses, certaines mettant fin à la civilisation, les autres la complexifiant et la faisant avancer : 
- Une explosion sociale, à l'issue d'un rite raté qui dégénère en carnage ou en fuite générale.
- Une implosion sociale, à la suite d'une multiplication des rituels et des sacrifices, en nombre et en importance, au-delà du supportable par la civilisation.
- Une sophistication rituelle, enfouissant toujours plus profondément l'imitation et les interdits, et repoussant toujours plus l'acte dangereux, tout en tirant parti des structures qui résultent du processus : substitution homme-animal dans le sacrifice, domestication de l'animal de sacrifice, royauté de la victime prévue, pouvoir d'évocation et valeur éducative des croquemitaines, etc.
- Une acceptation progressive de la part de responsabilité de chacun par rapport à la violence : selon R. Girard, la part de péché originel, dont on ne peut se défausser sur dieu(x) (indépendamment de ce qu'on entend par là : monde, esprit, homme, bête, chose ou vide).

## Mimétisme émotionnel et communication

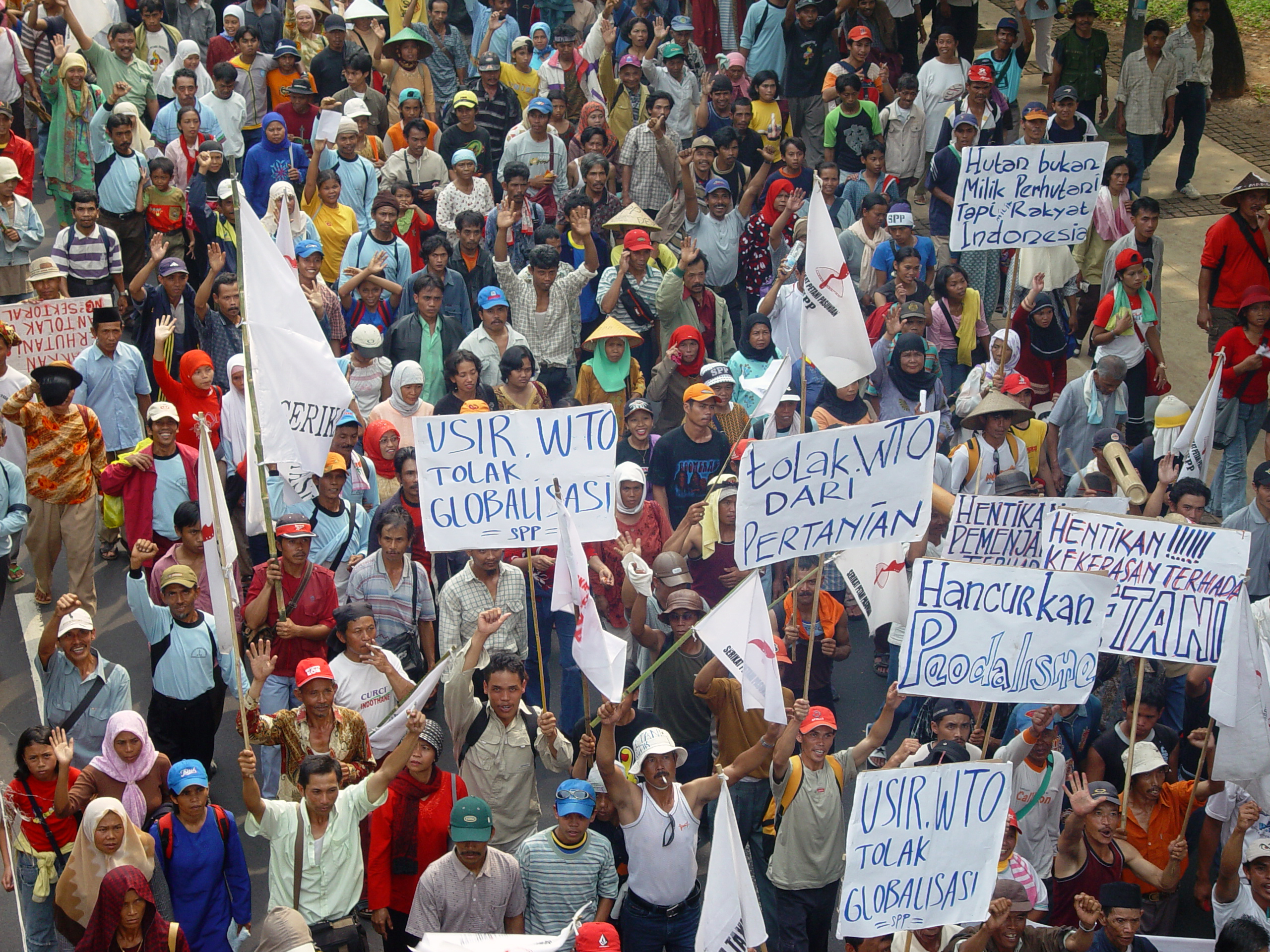
Colère collective lors d'une manifestation à Jakarta.

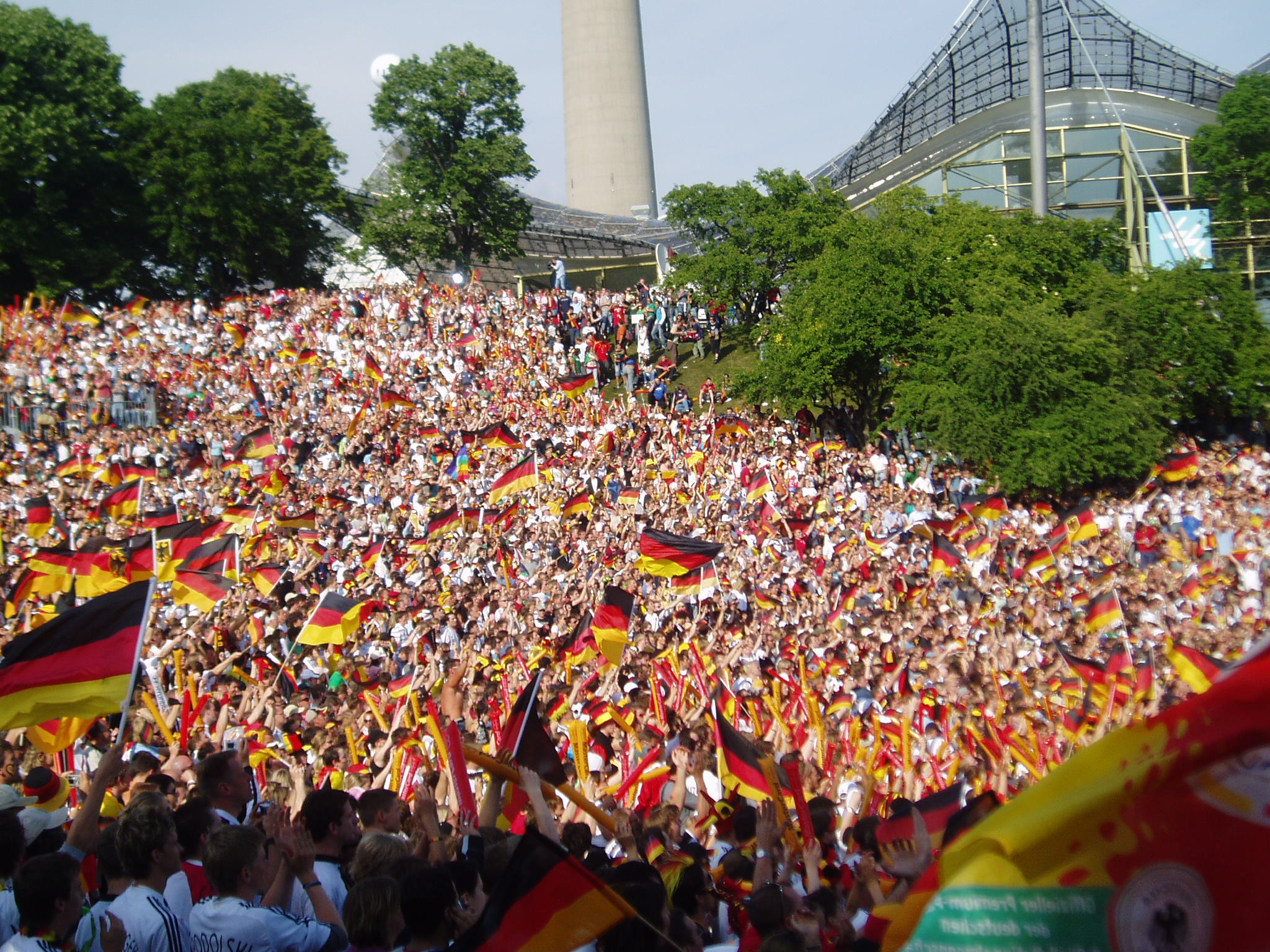
Joie collective lors d'un match de football.

Chez Gilles Deleuze, René Girard, comme chez Gabriel Tarde, ce qui s'exprime dans les collectifs, ce sont des énergies propres à la dynamique de la masse, des grands groupes.
Certaines émotions et fantasmes sont typiques des grands corps sociaux (que constituent les peuples par exemple). Des émotions sont provoquées par une star (ex : actrice ou chanteuse), ou par les attaques d'un « ennemi ». (Cet Ennemi suprême, selon quelqu'un comme Carl Schmitt, constitue, avec l'Ami fidèle, l'un des deux pôles du couple Politique. La politique, selon ce juriste, se déroule sur la scène du milieu partagé entre une amitié et une vengeance.) C'est qu'il y a des émotions collectives, provoquées par des événements, et portées par des courants d'imitation. Pensons aux attentats du 11 septembre 2001. Ces émotions se communiquent aux individus et aux groupes via des canaux (médias de masse, réseaux sociaux). Avec les journaux imprimés, les magazines consacrés, la radio, la télévision, l'Internet, une émotion de groupe peut s'emparer d'un individu et se propager. Des individus deviennent ainsi liés ensemble par une émotion partagée (stress collectif parfois). Ils intègrent quelque chose des courants de force collective. Ces courants, ce sont des vagues d'imitation de la sensation collective. L'émotion se diffuse par imitation sensationnelle, comme une « épidémie affective » via les canaux médiatiques.
De cette perspective, les peuples eux-mêmes sont coordonnés par des mécanismes qui imitent un stress collectif, qui propagent une même sensation à travers tout un peuple. En ces mécanismes de diffusion, des énergies affectives s'écoulent, expliquant parfois des hallucinations collectives. Ces perceptions réellement partagées entre partenaires de l'expérience sont ces délires affectifs pouvant faire qu'un groupe (ou peuple) se sent exister en tant que tel. « L'unité du peuple tient essentiellement au fait que dans certaines circonstances, il est capable d'agir comme un unique paranoïaque », écrivait Élias Canneti.
Dans les sociétés de communication, le pouvoir tend à produire des modèles qui régulent le comportement et l'apparence des populations et des individus.
De là cette définition du groupe social, selon Gabriel Tarde (Qu'est-ce qu'une société ?) :
« une collection d'êtres en tant qu'ils sont en train de s'imiter entre eux ou en tant que, sans s'imiter actuellement, ils se ressemblent et que leurs traits communs sont des copies anciennes d'un même modèle. »

## Mimétisme et psychanalyse
Le mimétisme tel que mis en lumière par René Girard contient la psychanalyse freudienne et ses dérivés, en ce sens que toutes les structures mises en avant par Freud apparaissent comme un résultat des mécanismes mimétiques. Ainsi, et contrairement à la thèse originale de Freud, ces structures ne sont ni primitives, ni universelles. Ainsi et par exemple, 
- Ça n'est que l'envie de faire comme les autres et de recommencer ce qu'on a déjà fait (s'imiter soi-même dans le passé, tel que cristallisé dans les souvenirs), tandis que le Surmoi peut être identifié à la répression de cette envie (par imitation des interdits imposés, par les autres ou par soi-même avec les mémorisations), en raison des conséquences bien connues de Moi.
- le complexe d'Œdipe n'est que la manifestation de la difficulté, voire l'impossibilité, pour le fils d'imiter son père sans en faire un obstacle.
- l'homosexualité latente résulte de la nature profonde de l'imitation, qui n'exclut pas et même suppose d'une certaine façon une relation plus binaire dans laquelle le modèle  est aussi un objet.
- etc.

## Mimétisme et psychologie sociale
Le mimétisme émotionnel ou comportemental est aussi examiné pour ses effets sociaux, par la psychologie sociale.
Il joue un rôle important dans l'apprentissage chez l'enfant, dans la prosocialité et l'empathie, semble-tel via le récepteur de l'ocytocine (OXTR).
Selon une étude de 2019, l'ocytocine module le mimétisme émotionnel en favorisant l'affiliation ; elle « augmente le mimétisme des traits du visage (moue) de la tristesse (...) et facilite le mimétisme du bonheur pour les personnes qui montrent une faible expressivité positive (...) Le codage facial automatisé peut être faiblement utilisé pour détecter le mimétisme émotionnel ») . Une autre étude (2019) a conclu que le mimétisme comportemental (lié à l'ocytocine) est facteur de déploiement de meilleures stratégies d'adaptation dans la société.
Inversement, dans certaines circonstances, ce mimétisme comportemental est source de phénomènes de groupe ou de foule pouvant conduire à des travers comportementaux excessifs, voire des aveuglements dangereux (voir plus haut le « troisième degré »), allant du simple conformisme jusqu'à l'hystérie collective.
René Girard présente par le concept du « bouc émissaire » : 
« Lorsque le mimétisme s’exaspère, dans un groupe en situation de crise, au lieu de toujours diviser ceux qu’il contamine, à son paroxysme, il devient cumulatif, il fait boule de neige contre un membre de la communauté, ici Œdipe, qui finit lynché ou unanimement expulsé, et la violence alors s’interrompt. L’émissaire est alors responsable de la violence puis de son interruption, tout aussi secourable au total que redoutable pour commencer. »
Par ailleurs le mimétisme peut résulter de manipulation mentale (propagande, publicité, gouroutisme).

## Mimétisme et investissement
Les investisseurs sont sujets à 4 types de mimétisme :
1. Mimétisme simple : effet de groupe inconscient.
2. Mimétisme informationnel : supputer que la tendance est due à une information cachée, mais connue par ceux qui ont fait le cours ; l'information est contenue dans le cours.
3. Mimétisme auto-entretenu : chaque agent anticipe la propension des autres investisseurs au mimétisme et donc au maintien de la tendance.
4. Mimétisme pour justification : si une stratégie d'investissement se révèle mauvaise, elle sera plus facilement justifiable (vis-à-vis des donneurs d'ordres, ou de soi-même) si on a fait « comme tout le monde ».